# Silene linearis
Silene linearis är en nejlikväxtart som beskrevs av Joseph Decaisne. 
Silene linearis ingår i släktet glimmar och familjen nejlikväxter. Inga underarter finns listade i Catalogue of Life.